# نیروگاه هسته‌ای نوژنت
نیروگاه هسته‌ای نوژنت (به فرانسوی: Centrale nucléaire de Nogent) یک نیروگاه هسته‌ای در فرانسه است که در Nogent-sur-Seine واقع شده‌است.